# خرید (فیلم)
«خرید» (انگلیسی: Shopping (film)) یک فیلم اکشن به کارگردانی پل دبلیو. اس. اندرسون است که در سال ۱۹۹۴ منتشر شد.

## بازیگران
- سعدی فراست
- جود لا
- امان واکر
- جیسون ایساکس
- جاناتان پرایس
- مرین فیث‌فول
- ملانی هیل
- شان بین
- شان پرتوی
- تیلی واسبرگ